# إروين فوكسبيتشلر
إروين فوكسبيتشلر (بالألمانية: Erwin Fuchsbichler)‏ (مواليد 27 مارس 1952) هو لاعب كرة قدم. يلعب مع منتخب النمسا لكرة القدم. سبق له أن لعب في كأس العالم لكرة القدم مع منتخب بلاده.

## مسيرته الكروية
لعب إروين فوكسبيتشلر خلال مسيرته الاحترافية مع 4 أندية في تسعة عشر موسمًا ولم يسجل خلالها أي هدف ضمن 330 مباراة. حيث فاز في موسم واحد بالكأس ولم يفز بأي دوري.
خاض إروين فوكسبيتشلر مسيرته مع Kapfenberger SV ‏ في موسم 1969–70 لمدة موسم واحد، لم يشارك في أي مباراة ولم يسجل أي هدف. ثم انتقل إلى نادي رابيد فيينا في موسم 1970–71 واستمر معه طيلة ثلاثة مواسم، حيث شارك في 21 مباراة ولم يسجل أي هدف أيضًا. لينتقل بعدها إلى نادي لينز في موسم 1974–75 ليلعب معه أربعة عشر موسمًا، مشاركًا في 287 مباراة ولم يسجل أي هدف أيضًا. ثم انتقل إلى فورفرتس اشتاير ‏ في موسم 1988–89 لمدة موسم واحد، مشاركًا في 22 مباراة ولم يسجل أي هدف أيضًا.

## روابط خارجية
- إروين فوكسبيتشلر على موقع الاتحاد الدولي (مؤرشف)  (الإنجليزية)
- إروين فوكسبيتشلر على موقع قاعدة بيانات كرة القدم.إي يو (الإنجليزية)
- إروين فوكسبيتشلر على موقع ناشيونال فوتبول تيمز (الإنجليزية)
- إروين فوكسبيتشلر على موقع عالم كرة القدم.نت (الإنجليزية)